# Demonax celebensis
Demonax celebensis là một loài bọ cánh cứng trong họ Cerambycidae.